# جوجی شیبوئه
جوجی شیبوئه (انگلیسی: Jouji Shibue؛ زادهٔ ۱۵ مارس ۱۹۸۳) بازیگر، و مدل (شخص) اهل ژاپن است. وی از سال ۲۰۰۳ میلادی تاکنون مشغول فعالیت بوده‌است.